# 興我王
興我王（こがおう、生没年不詳）は、平安時代前期の皇族。官位は従五位上・山城守。

## 出自
『尊卑分脈』では式部卿・是忠親王の子とされるが、是忠親王は天安元年（857年）生まれのため年代的に矛盾がある。蔭位により従五位下に叙爵し、子息が平朝臣姓の賜姓を受けていることから、桓武天皇裔の三世王（曾孫）か。

## 経歴
清和朝初頭の貞観2年（860年）无位から従五位下に直叙される。貞観7年（865年）大監物を経て、貞観11年（869年）従五位上に叙せられた。
清和・陽成・光孝朝にかけて、以下の通り伊勢神宮への奉幣使を務めている。
- 貞観13年（871年）神祇大祐・大中臣常道と例幣使として派遣[1]
- 元慶5年（881年）神祇大副・中臣有本と例幣使として派遣（諒闇のため神祇官より派遣）[2]
- 元慶8年（884年）光孝天皇の即位を告げるために派遣[3]

光孝朝では、筑前守を経て元慶9年（885年）山城守に任ぜられるなど地方官を務めた。仁和2年（886年）子息の安平・篤行・有本・内行・潔矩が平朝臣姓を与えられて臣籍降下している。

## 官歴
『日本三代実録』による。
- 貞観2年（860年） 11月16日：従五位下（直叙）
- 貞観7年（865年） 正月27日：大監物
- 貞観11年（869年） 正月7日：従五位上
- 時期不詳：筑前守
- 元慶9年（885年） 2月20日：山城守

## 系譜
注記のないものは『日本三代実録』による。
- 父：不詳
- 母：不詳
- 生母不詳の子女
  - 長男：平安平
  - 次男：平篤行
  - 男子：平有本
  - 男子：平内行
  - 男子：平潔矩
  - 男子：平偕行[5]
  - 男子：光平[5]
  - 男子：平方正[5]
  - 男子：平季方[6]